# سيتارة أشكازي
سيتارة أشكازي (بالألمانية: Sitara Atschiksai)‏ (مواليد 1956/1957- الوفاة 12ابريل2009) كانت قائدة لنشاط حقوق المرأة الأفغانية وعضو البرلمان الاقليمى بقندهار، واغتيلت على يد طالبان.
«أشكازى» اسم مشترك من قبل القبائل الفرعية لعشيرة درانى، وجزء من البشتون، إحدى أكبر المجموعات العرقية في أفغانستان. سيتارة حملت الجنسية الألمانية والأفغانية. كان يعرف أن لها امتداد أسرى في تورنتو، كندا.
وكغيرها سيتارة أشكازى حاولت تحسين حالة المرأة الأفغانية مما جعلها مستهدفة من قبل طالبان. في سن 52 اغتيلت سيتارة على يد مسلحى طالبان في قندهار، 12 أبريل 2009
أدانت الحكومة الكندية اغتيال سيتارة، وقال ميكائيل جان الحاكم العام. «كنا مستأين لسماع خبر اغتيال سيتارة أشكازى، الناشطة الشجاعة لحقوق المواطنات. قتلت بالرصاص من مسافة قريبة وأعلنت حركة طالبان مسئوليتها عن هذا العنف الغير مسبوق معرقلة كل الجهود التي تهدف لتعزيز التنمية والاستقرار في أفغانستان».
كما قال ابن شقيق سيتارة أشكازى «كانت امرأة محاربة دائما ما قاتلت من أجل حقوق المرأة وحقوق الفقراء وذلك سبب عدم حبهم لها، موتها خسارة للجميع وللديمقراطية في الأساس لأنها قاتلت من أجل الجميع».

## روابط خارجية
- Notice of Achakzai's murder (French)
- Notice of Achakzai's murder (German)
- CBC report on Sitara Achakzai
- Report on Sitara Achakzai
- Globe and Mail report on Sitara Achakzai
- The Star report on Sitara Achakzai
- The Huffington Post: "Sitara Achakzai, Martyr for Muslim Women"
- about the live of Sitara Achakzai in Germany and Afghanistan (German)
- Let Women be Enlightened" by Helen Irving in سيدني مورنينغ هيرالد